# Mistrovství světa ve fotbale žen 2023
Mistrovství světa ve fotbale žen 2023 bylo 9. mistrovství ve fotbale žen pořádané fotbalovou asociací FIFA. Koná se od 20. července do 20. srpna 2023 v Austrálii a na Novém Zélandu. Turnaj poprvé probíhá ve dvou státech a počet týmů je navýšen z 24 na 32.

## Kandidáti na pořadatelství
Dne 19. února 2019 oznámila FIFA, že členské asociace, které mají zájem o hostování turnaje, musejí do 15. března 2019 předložit prohlášení o zájmu a do 16. dubna 2019 předložit kompletní soubor nabídkových dokumentů. Avšak vzhledem k tomu, že 31. červenec 2019 byl počet týmů rozšířen na 32, byla nabídka časově prodloužena a státy, které mají zájem o pořádání turnaje, musely předložit prohlášení o zájmu do 16. srpna 2019, zatímco potvrzení uchazečů muselo být poskytnuto do 2. září 2019.
Zpočátku devět zemí uvedlo zájem o pořádání akcí: Argentina, Austrálie, Bolívie, Brazílie, Japonsko, Jihoafrická republika, Jižní Korea (se zájmem o společnou nabídku se Severní Koreou), Kolumbie a Nový Zéland. Po nové lhůtě Belgie vyjádřila zájem o pořádání a v září 2019 ukončila svou kandidaturu Bolívie. Austrálie a Nový Zéland později oznámily, že své nabídky sloučí do společné kandidatury. Do 13. prosince 2019 předložily FIFA nabídkové knihy a dokumenty Austrálie s Novým Zélandem, Brazílie, Japonsko a Kolumbie. Brazílie stáhla svou kandidaturu 8. června 2020, 2 týdny před hlasováním, kvůli neschopnosti poskytnout záruky financování od vlády kvůli „ekonomické a fiskální úspornosti“ vyplývající z pandemie covidu-19, a Japonsko stáhlo stáhlo svou kandidaturu 22. června 2020.
Konečné hlasování proběhlo 25. června 2020 v Nyonu.
| Země                    | Počet hlasů |
| ----------------------- | ----------- |
| Austrálie a Nový Zéland | 22          |
| Kolumbie                | 13          |

## Kvalifikace
Závěrečného turnaje se zúčastní 32 národních týmů. O 30 míst se bojuje v kvalifikaci a pouze Austrálie a Nový Zéland mají účast jako pořádající země zajištěnou předem. Kvalifikace se koná od září 2021 do konce roku 2022.

### Seznam kvalifikovaných týmů
| Tým                   | Kvalifikován jako                                   | Datum zajištění účasti | Pořadí účasti na MS | Poslední účast | Nejlepší umístění                               |
| --------------------- | --------------------------------------------------- | ---------------------- | ------------------- | -------------- | ----------------------------------------------- |
| Austrálie             | Hostitel                                            | 25. června 2020        | 8.                  | 2019           | Čtvrtfinále (2007, 2011, 2015)                  |
| Nový Zéland           | Hostitel                                            | 25. června 2020        | 6.                  | 2019           | Základní skupina (1991, 2007, 2011, 2015, 2019) |
| Japonsko              | Semifinalista Mistrovství Asie ve fotbale žen 2022  | 30. ledna 2022         | 9.                  | 2019           | Vítězové (2011)                                 |
| Jižní Korea           | Semifinalista Mistrovství Asie ve fotbale žen 2022  | 30. ledna 2022         | 4.                  | 2019           | Osmifinále (2015)                               |
| Čína                  | Semifinalista Mistrovství Asie ve fotbale žen 2022  | 30. ledna 2022         | 8.                  | 2019           | 2. místo (1999)                                 |
| Filipíny              | Semifinalista Mistrovství Asie ve fotbale žen 2022  | 30. ledna 2022         | 1.                  | –              | –                                               |
| Vietnam               | Vítěz play-off Mistrovství Asie ve fotbale žen 2022 | 6. února 2022          | 1.                  | –              | –                                               |
| Švédsko               | Vítěz evropské kvalifikace – skupina A              | 12. dubna 2022         | 9.                  | 2019           | 2. místo (2003)                                 |
| Španělsko             | Vítěz evropské kvalifikace – skupina B              | 12. dubna 2022         | 3.                  | 2019           | Osmifinále (2019)                               |
| Francie               | Vítěz evropské kvalifikace – skupina I              | 12. dubna 2022         | 5.                  | 2019           | 4. místo (2011)                                 |
| Dánsko                | Vítěz evropské kvalifikace – skupina E              | 2. května 2022         | 5.                  | 2007           | Čtvrtfinále (1991, 1995)                        |
| USA                   | Vítěz CONCACAF W Championship                       | 7. července 2022       | 9.                  | 2019           | Vítězové (1999, 2015, 2019)                     |
| Kanada                | 2. místo CONCACAF W Championship                    | 8. července 2022       | 8.                  | 2019           | 4. místo (2003)                                 |
| Kostarika             | 4. místo CONCACAF W Championship                    | 8. července 2022       | 2.                  | 2015           | Základní skupina (2015)                         |
| Jamajka               | 3. místo CONCACAF W Championship                    | 11. července 2022      | 2.                  | 2019           | Základní skupina (2019)                         |
| Zambie                | 3. místo Afrického poháru národů žen 2022           | 13. července 2022      | 1.                  | –              | –                                               |
| Maroko                | 2. místo Afrického poháru národů žen 2022           | 13. července 2022      | 1.                  | –              | –                                               |
| Nigérie               | 4. místo Afrického poháru národů žen 2022           | 14. července 2022      | 9.                  | 2019           | Čtvrtfinále (1999)                              |
| Jihoafrická republika | Vítěz Afrického poháru národů žen 2022              | 14. července 2022      | 2.                  | 2019           | Základní skupina (2019)                         |
| Kolumbie              | 2. místo Copa América Femenina 2022                 | 25. července 2022      | 3.                  | 2015           | Osmifinále (2015)                               |
| Brazílie              | Vítěz Copa América Femenina 2022                    | 26. července 2022      | 9.                  | 2019           | 2. místo (2007)                                 |
| Argentina             | 3. místo Copa América Femenina 2022                 | 29. července 2022      | 4.                  | 2019           | Základní skupina (2003, 2007, 2019)             |
| Norsko                | Vítěz evropské kvalifikace – skupina F              | 2. září 2022           | 9.                  | 2019           | Vítězové (1995)                                 |
| Německo               | Vítěz evropské kvalifikace – skupina H              | 3. září 2022           | 9.                  | 2019           | Vítězové (2003, 2007)                           |
| Anglie                | Vítěz evropské kvalifikace – skupina D              | 3. září 2022           | 6.                  | 2019           | 3. místo (2015)                                 |
| Itálie                | Vítěz evropské kvalifikace – skupina G              | 6. září 2022           | 4.                  | 2019           | Čtvrtfinále (1991, 2019])                       |
| Nizozemsko            | Vítěz evropské kvalifikace – skupina C              | 6. září 2022           | 3.                  | 2019           | 2. místo (2019)                                 |
| Švýcarsko             | Vítěz evropské kvalifikace – play-offs              | 11. října 2022         | 2.                  | 2015           | Osmifinále (2015)                               |
| Irsko                 | Vítěz evropské kvalifikace – play-offs              | 11. října 2022         | 1.                  | –              | –                                               |
| Haiti                 | Vítěz mezinárodní play-offs – skupina B             | 22. února 2023         | 1.                  | –              | –                                               |
| Portugalsko           | Vítěz mezinárodní play-offs – skupina A             | 22. února 2023         | 1.                  | –              | –                                               |
| Panama                | Vítěz mezinárodní play-offs – skupina C             | 22. února 2023         | 1.                  | –              | –                                               |

## Stadiony
| Austrálie                                          | Austrálie                                          | Austrálie                                          | Nový Zéland                                      | Nový Zéland                                      |
| Sydney                                             | Sydney                                             | Brisbane                                           | Auckland                                         | Wellington                                       |
| -------------------------------------------------- | -------------------------------------------------- | -------------------------------------------------- | ------------------------------------------------ | ------------------------------------------------ |
| Olympijský stadion Australia                       | Sydney Football Stadium                            | Lang Park                                          | Eden Park                                        | Wellington Regional Stadium                      |
| Kapacita: 75 784                                   | Kapacita: 40 583                                   | Kapacita: 49 461                                   | Kapacita: 43 217                                 | Kapacita: 33 132                                 |
|                                                    |                                                    |                                                    |                                                  |                                                  |
| Austrálie Perth Melbourne Sydney Brisbane Adelaide | Austrálie Perth Melbourne Sydney Brisbane Adelaide | Austrálie Perth Melbourne Sydney Brisbane Adelaide | Nový Zéland Auckland Dunedin Hamilton Wellington | Nový Zéland Auckland Dunedin Hamilton Wellington |
| Melbourne                                          | Perth                                              | Adelaide                                           | Dunedin                                          | Hamilton                                         |
| Melbourne Rectangular Stadium                      | Perth Rectangular Stadium                          | Hindmarsh Stadium                                  | Forsyth Barr Stadium                             | Waikato Stadium                                  |
| Kapacita: 27 706                                   | Kapacita: 18 727                                   | Kapacita: 13 557                                   | Kapacita: 25 947                                 | Kapacita: 18 009                                 |
|                                                    |                                                    |                                                    |                                                  |                                                  |

## Skupinová fáze
| Vysvětlivky | Vysvětlivky                                                 |
| ----------- | ----------------------------------------------------------- |
|             | První dva týmy z každé skupiny postupují do vyřazovací fáze |

### Skupina A
| Tým         | Z | V | R | P | VG | IG | +/− | B |
| ----------- | - | - | - | - | -- | -- | --- | - |
| Švýcarsko   | 3 | 1 | 2 | 0 | 2  | 0  | +2  | 5 |
| Norsko      | 3 | 1 | 1 | 1 | 6  | 1  | +5  | 4 |
| Nový Zéland | 3 | 1 | 1 | 1 | 1  | 1  | 0   | 4 |
| Filipíny    | 3 | 1 | 0 | 2 | 1  | 8  | −7  | 3 |

| 20. července 2023 19:00 UTC+12 |        |        |                                                                |
| Nový Zéland                    | 1 : 0  | Norsko | Eden Park, Auckland diváci: 42 137 rozhodčí: Yoshimi Yamashita |
| Wilkinson 48'                  | Report |        | Eden Park, Auckland diváci: 42 137 rozhodčí: Yoshimi Yamashita |

| 21. července 2023 17:00 UTC+12 |        |                                |                                                                          |
| Filipíny                       | 0 : 2  | Švýcarsko                      | Forsyth Barr Stadium, Dunedin diváci: 13 711 rozhodčí: Vincentia Amedome |
|                                | Report | Bachmann 45' (pen.) Piubel 64' | Forsyth Barr Stadium, Dunedin diváci: 13 711 rozhodčí: Vincentia Amedome |

| 25. července 2023 17:30 UTC+12 |        |            |                                                                                     |
| Nový Zéland                    | 0 : 1  | Filipíny   | Wellington Regional Stadium, Wellington diváci: 32 357 rozhodčí: Katia Itzel Garcia |
|                                | Report | Bolden 24' | Wellington Regional Stadium, Wellington diváci: 32 357 rozhodčí: Katia Itzel Garcia |

| 25. července 2023 20:00 UTC+12 |        |        |                                                                       |
| Švýcarsko                      | 0 : 0  | Norsko | Waikato Stadium, Hamilton diváci: 10 769 rozhodčí: Stéphanie Frappart |
|                                | Report |        | Waikato Stadium, Hamilton diváci: 10 769 rozhodčí: Stéphanie Frappart |

| 30. července 2023 19:00 UTC+12 |        |             |                                                                   |
| Švýcarsko                      | 0 : 0  | Nový Zéland | Forsyth Barr Stadium, Dunedin diváci: 25 947 rozhodčí: Tori Penso |
|                                | Report |             | Forsyth Barr Stadium, Dunedin diváci: 25 947 rozhodčí: Tori Penso |

| 30. července 2023 19:00 UTC+12                                               |        |          |                                                                    |
| Norsko                                                                       | 6 : 0  | Filipíny | Eden Park, Auckland diváci: 34 697 rozhodčí: Marie-Soleil Beaudoin |
| Haug 6, 17, 90+5' Graham Hansen 31' Barker 48.' (vl.) Guro Reiten 53' (pen.) | Report |          | Eden Park, Auckland diváci: 34 697 rozhodčí: Marie-Soleil Beaudoin |

### Skupina B
| Tým       | Z | V | R | P | VG | IG | +/− | B |
| --------- | - | - | - | - | -- | -- | --- | - |
| Austrálie | 3 | 2 | 0 | 1 | 7  | 3  | +4  | 6 |
| Nigérie   | 3 | 1 | 2 | 0 | 3  | 2  | +1  | 5 |
| Kanada    | 3 | 1 | 1 | 1 | 2  | 5  | −3  | 4 |
| Irsko     | 3 | 0 | 1 | 2 | 1  | 3  | −2  | 1 |

| 20. července 2023 20:00 UTC+10 |        |       |                                                                                   |
| Austrálie                      | 1 : 0  | Irsko | Olympijský stadion Australia, Sydney diváci: 75 784 rozhodčí: Edina Alves Batista |
| Catley 52' (pen.)              | Report |       | Olympijský stadion Australia, Sydney diváci: 75 784 rozhodčí: Edina Alves Batista |

| 21. července 2023 12:30 UTC+10 |        |        |                                                                                   |
| Nigérie                        | 0 : 0  | Kanada | Melbourne Rectangular Stadium, Melbourne diváci: 21 410 rozhodčí: Lina Lehtovaara |
|                                | Report |        | Melbourne Rectangular Stadium, Melbourne diváci: 21 410 rozhodčí: Lina Lehtovaara |

| 26. července 2023 20:00 UTC+8 |        |           |                                                                           |
| Kanada                        | 2 : 1  | Irsko     | Perth Rectangular Stadium, Perth diváci: 17 065 rozhodčí: Laura Fortunato |
| Connolly 45+5' (vl.) Leon 53' | Report | McCabe 4' | Perth Rectangular Stadium, Perth diváci: 17 065 rozhodčí: Laura Fortunato |

| 27. července 2023 20:00 UTC+10  |        |                                  |                                                             |
| Austrálie                       | 2 : 3  | Nigérie                          | Lang Park, Brisbane diváci: 49 156 rozhodčí: Esther Staubli |
| van Egmond 45+1' Kennedy 90+10' | Report | Kanu 45+6' Ohale 65' Oshoala 72' | Lang Park, Brisbane diváci: 49 156 rozhodčí: Esther Staubli |

| 31. července 2023 20:00 UTC+10 |        |                                            |                                                                                      |
| Kanada                         | 0 : 4  | Austrálie                                  | Melbourne Rectangular Stadium, Melbourne diváci: 27 706 rozhodčí: Stéphanie Frappart |
|                                | Report | Raso 9, 39' Fowler 58' Catley 90+4' (pen.) | Melbourne Rectangular Stadium, Melbourne diváci: 27 706 rozhodčí: Stéphanie Frappart |

| 31. července 2023 20:00 UTC+10 |        |         |                                                           |
| Irsko                          | 0 : 0  | Nigérie | Lang Park, Brisbane diváci: 24 884 rozhodčí: Katia García |
|                                | Report |         | Lang Park, Brisbane diváci: 24 884 rozhodčí: Katia García |

### Skupina C
| Tým       | Z | V | R | P | VG | IG | +/− | B |
| --------- | - | - | - | - | -- | -- | --- | - |
| Japonsko  | 3 | 3 | 0 | 0 | 11 | 0  | +11 | 9 |
| Španělsko | 3 | 2 | 0 | 1 | 8  | 4  | +4  | 6 |
| Zambie    | 3 | 1 | 0 | 2 | 3  | 11 | −8  | 3 |
| Kostarika | 3 | 0 | 0 | 3 | 1  | 8  | −7  | 0 |

| 21. července 2023 20:00 UTC+10               |        |           |                                                                                |
| Španělsko                                    | 3 : 0  | Kostarika | Wellington Regional Stadium, Wellington diváci: 22 966 rozhodčí: Casey Reibelt |
| del Campo 21' (vl.) Bonmatí 23' González 27' | Report |           | Wellington Regional Stadium, Wellington diváci: 22 966 rozhodčí: Casey Reibelt |

| 22. července 2023 19:00 UTC+12 |        |                                                            |                                                                  |
| Zambie                         | 0 : 5  | Japonsko                                                   | Waikato Stadium, Hamilton diváci: 16 111 rozhodčí: Tess Olofsson |
|                                | Report | Miyazawa 43, 62' Tanakaová 55' Endō 71' Ueki 90+11' (pen.) | Waikato Stadium, Hamilton diváci: 16 111 rozhodčí: Tess Olofsson |

| 26. července 2023 17:00 UTC+12 |        |           |                                                                                  |
| Japonsko                       | 2 : 0  | Kostarika | Forsyth Barr Stadium, Dunedin diváci: 6 992 rozhodčí: Maria Sole Ferrieri Caputi |
| Naomoto 25' Fujino 27'         | Report |           | Forsyth Barr Stadium, Dunedin diváci: 6 992 rozhodčí: Maria Sole Ferrieri Caputi |

| 26. července 2023 18:30 UTC+12               |        |        |                                                             |
| Španělsko                                    | 5 : 0  | Zambie | Eden Park, Auckland diváci: 20 983 rozhodčí: Oh Hyeon-jeong |
| Abelleira 9' Hermoso 13, 70' Redondo 69, 85' | Report |        | Eden Park, Auckland diváci: 20 983 rozhodčí: Oh Hyeon-jeong |

| 31. července 2023 19:00 UTC+12          |        |           |                                                                                     |
| Japonsko                                | 4 : 0  | Španělsko | Wellington Regional Stadium, Wellington diváci: 20 957 rozhodčí: Ekaterina Koroleva |
| Miyazawa 12, 40' Ueki 29' Tanakaová 82' | Report |           | Wellington Regional Stadium, Wellington diváci: 20 957 rozhodčí: Ekaterina Koroleva |

| 31. července 2023 19:00 UTC+12 |        |                                              |                                                                    |
| Kostarika                      | 1 : 3  | Zambie                                       | Waikato Stadium, Hamilton diváci: 8 117 rozhodčí: Bouchra Karboubi |
| Herrera 47'                    | Report | Mweemba 3' Banda 31' (pen.) Kundananji 90+3' | Waikato Stadium, Hamilton diváci: 8 117 rozhodčí: Bouchra Karboubi |

### Skupina D
| Tým    | Z | V | R | P | VG | IG | +/− | B |
| ------ | - | - | - | - | -- | -- | --- | - |
| Anglie | 3 | 3 | 0 | 0 | 8  | 1  | +7  | 9 |
| Dánsko | 3 | 2 | 0 | 1 | 3  | 1  | +2  | 6 |
| Čína   | 3 | 1 | 0 | 2 | 2  | 7  | −5  | 3 |
| Haiti  | 3 | 0 | 0 | 3 | 0  | 4  | −4  | 0 |

| 22. července 2023 19:30 UTC+10 |        |       |                                                                      |
| Anglie                         | 1 : 0  | Haiti | Lang Park, Brisbane diváci: 44 369 rozhodčí: Emikar Calderas Barrera |
| Stanway 29' (pen.)             | Report |       | Lang Park, Brisbane diváci: 44 369 rozhodčí: Emikar Calderas Barrera |

| 22. července 2023 20:00 UTC+8 |        |      |                                                                                 |
| Dánsko                        | 1 : 0  | Čína | Perth Rectangular Stadium, Perth diváci: 16 989 rozhodčí: Marie-Soleil Beaudoin |
| Vangsgaard 90'                | Report |      | Perth Rectangular Stadium, Perth diváci: 16 989 rozhodčí: Marie-Soleil Beaudoin |

| 28. července 2023 18:30 UTC+10 |        |        |                                                                        |
| Anglie                         | 1 : 0  | Dánsko | Sydney Football Stadium, Sydney diváci: 40 439 rozhodčí: Tess Olofsson |
| James 6'                       | Report |        | Sydney Football Stadium, Sydney diváci: 40 439 rozhodčí: Tess Olofsson |

| 28. července 2023 20:30 UTC+9:30 |        |       |                                                                          |
| Čína                             | 1 : 0  | Haiti | Hindmarsh Stadium, Adelaide diváci: 12 675 rozhodčí: Marta Huerta de Aza |
| Wang Shuang 74' (pen.)           | Report |       | Hindmarsh Stadium, Adelaide diváci: 12 675 rozhodčí: Marta Huerta de Aza |

| 1. srpna 2023 20:30 UTC+9:30 |        |                                                    |                                                                    |
| Čína                         | 1 : 6  | Anglie                                             | Hindmarsh Stadium, Adelaide diváci: 13 497 rozhodčí: Casey Reibelt |
| Wang Shuang 57' (pen.)       | Report | Russo 4' Hemp 26' James 41, 65' Kelly 77' Daly 84' | Hindmarsh Stadium, Adelaide diváci: 13 497 rozhodčí: Casey Reibelt |

| 1. srpna 2023 19:00 UTC+8 |       |                                              |                                                                          |
| Haiti                     | 0 : 2 | Dánsko                                       | Perth Rectangular Stadium, Perth diváci: 17 897 rozhodčí: Oh Hyeon-jeong |
|                           |       | Harder 21' (pen.) Troelsgaard Nielsen 90+10' | Perth Rectangular Stadium, Perth diváci: 17 897 rozhodčí: Oh Hyeon-jeong |

### Skupina E
| Tým         | Z | V | R | P | VG | IG | +/− | B |
| ----------- | - | - | - | - | -- | -- | --- | - |
| Nizozemsko  | 3 | 2 | 1 | 0 | 9  | 1  | +8  | 7 |
| USA         | 3 | 1 | 2 | 0 | 4  | 1  | +3  | 5 |
| Portugalsko | 3 | 1 | 1 | 1 | 2  | 1  | +1  | 4 |
| Vietnam     | 3 | 0 | 0 | 3 | 0  | 12 | −12 | 0 |

| 22. července 2023 13:00 UTC+12 |        |         |                                                               |
| USA                            | 3 : 0  | Vietnam | Eden Park, Auckland diváci: 41 107 rozhodčí: Bouchra Karboubi |
| Smith 14', 45+7' Horan 77'     | Report |         | Eden Park, Auckland diváci: 41 107 rozhodčí: Bouchra Karboubi |

| 23. července 2023 19:30 UTC+12 |        |             |                                                                        |
| Nizozemsko                     | 1 : 0  | Portugalsko | Forsyth Barr Stadium, Dunedin diváci: 11 991 rozhodčí: Kateryna Monzul |
| van der Gragt 13'              | Report |             | Forsyth Barr Stadium, Dunedin diváci: 11 991 rozhodčí: Kateryna Monzul |

| 27. července 2023 13:00 UTC+12 |        |            |                                                                                    |
| USA                            | 1 : 1  | Nizozemsko | Wellington Regional Stadium, Wellington diváci: 27 312 rozhodčí: Yoshimi Yamashita |
| Horan 62'                      | Report | Roord 17'  | Wellington Regional Stadium, Wellington diváci: 27 312 rozhodčí: Yoshimi Yamashita |

| 27. července 2023 19:30 UTC+12 |        |         |                                                                     |
| Portugalsko                    | 2 : 0  | Vietnam | Waikato Stadium, Hamilton diváci: 6 645 rozhodčí: Salima Mukansanga |
| Encarnação 7' Nazareth 21'     | Report |         | Waikato Stadium, Hamilton diváci: 6 645 rozhodčí: Salima Mukansanga |

| 1. srpna 2023 19:00 UTC+12 |        |     |                                                            |
| Portugalsko                | 0 : 0  | USA | Eden Park, Auckland diváci: 42 958 rozhodčí: Rebecca Welch |
|                            | Report |     | Eden Park, Auckland diváci: 42 958 rozhodčí: Rebecca Welch |

| 1. srpna 2023 19:00 UTC+12 |        |                                                                     |                                                                       |
| Vietnam                    | 0 : 7  | Nizozemsko                                                          | Forsyth Barr Stadium, Dunedin diváci: 8 215 rozhodčí: Ivana Martinčić |
|                            | Report | Martens 8' Snoeijs 11' Brugts 18, 57' Roord 23, 83' van de Donk 45' | Forsyth Barr Stadium, Dunedin diváci: 8 215 rozhodčí: Ivana Martinčić |

### Skupina F
| Tým      | Z | V | R | P | VG | IG | +/− | B |
| -------- | - | - | - | - | -- | -- | --- | - |
| Francie  | 3 | 2 | 1 | 0 | 8  | 4  | +4  | 7 |
| Jamajka  | 3 | 1 | 2 | 0 | 1  | 0  | +1  | 5 |
| Brazílie | 3 | 1 | 1 | 1 | 5  | 2  | +3  | 4 |
| Panama   | 3 | 0 | 0 | 3 | 3  | 11 | −8  | 0 |

| 23. července 2023 20:00 UTC+10 |        |         |                                                                         |
| Francie                        | 0 : 0  | Jamajka | Sydney Football Stadium, Sydney diváci: 39 045 rozhodčí: María Carvajal |
|                                | Report |         | Sydney Football Stadium, Sydney diváci: 39 045 rozhodčí: María Carvajal |

| 24. července 2023 20:30 UTC+9:30 |        |        |                                                                    |
| Brazílie                         | 4 : 0  | Panama | Hindmarsh Stadium, Adelaide diváci: 13 142 rozhodčí: Cheryl Foster |
| Borges 19, 39, 70' Zaneratto 48' | Report |        | Hindmarsh Stadium, Adelaide diváci: 13 142 rozhodčí: Cheryl Foster |

| 29. července 2023 20:00 UTC+10 |        |             |                                                            |
| Francie                        | 2 : 1  | Brazílie    | Lang Park, Brisbane diváci: 49 378 rozhodčí: Kate Jacewicz |
| Le Sommer 17' Renard 83'       | Report | Debinha 58' | Lang Park, Brisbane diváci: 49 378 rozhodčí: Kate Jacewicz |

| 29. července 2023 20:30 UTC+8 |        |              |                                                                           |
| Panama                        | 0 : 1  | Jamajka      | Perth Rectangular Stadium, Perth diváci: 15 987 rozhodčí: Kateryna Monzul |
|                               | Report | A. Swaby 56' | Perth Rectangular Stadium, Perth diváci: 15 987 rozhodčí: Kateryna Monzul |

| 2. srpna 2023 20:00 UTC+10          |        |                                                                          |                                                                          |
| Panama                              | 3 : 6  | Francie                                                                  | Sydney Football Stadium, Sydney diváci: 40 498 rozhodčí: Laura Fortunato |
| Cox 2' Pinzón 64' (pen.) Cedeño 87' | Report | Lakrar 21' Diani 28, 37' (pen.), 52' (pen.) Le Garrec 45+5' Bècho 90+10' | Sydney Football Stadium, Sydney diváci: 40 498 rozhodčí: Laura Fortunato |

| 2. srpna 2023 20:00 UTC+10 |        |          |                                                                                  |
| Jamajka                    | 0 : 0  | Brazílie | Melbourne Rectangular Stadium, Melbourne diváci: 27 638 rozhodčí: Esther Staubli |
|                            | Report |          | Melbourne Rectangular Stadium, Melbourne diváci: 27 638 rozhodčí: Esther Staubli |

### Skupina G
| Tým                   | Z | V | R | P | VG | IG | +/− | B |
| --------------------- | - | - | - | - | -- | -- | --- | - |
| Švédsko               | 3 | 3 | 0 | 0 | 9  | 1  | +8  | 9 |
| Jihoafrická republika | 3 | 1 | 1 | 1 | 6  | 6  | 0   | 4 |
| Itálie                | 3 | 1 | 0 | 2 | 3  | 8  | −5  | 3 |
| Argentina             | 3 | 0 | 1 | 2 | 2  | 5  | −3  | 1 |

| 23. července 2023 17:00 UTC+12 |        |                       |                                                                                     |
| Švédsko                        | 2 : 1  | Jihoafrická republika | Wellington Regional Stadium, Wellington diváci: 18 317 rozhodčí: Ekaterina Koroleva |
| Rolfö 65' Ilestedt 90'         | Report | Magaia 48'            | Wellington Regional Stadium, Wellington diváci: 18 317 rozhodčí: Ekaterina Koroleva |

| 24. července 2023 18:00 UTC+12 |        |           |                                                             |
| Itálie                         | 1 : 0  | Argentina | Eden Park, Auckland diváci: 30 889 rozhodčí: Melissa Borjas |
| Girelli 87'                    | Report |           | Eden Park, Auckland diváci: 30 889 rozhodčí: Melissa Borjas |

| 28. července 2023 12:00 UTC+12 |        |                           |                                                                           |
| Argentina                      | 2 : 2  | Jihoafrická republika     | Forsyth Barr Stadium, Dunedin diváci: 8 834 rozhodčí: Anna-Marie Keighley |
| Braun 74' Núñez 79'            | Report | Motlhalo 30' Kgatlana 66' | Forsyth Barr Stadium, Dunedin diváci: 8 834 rozhodčí: Anna-Marie Keighley |

| 29. července 2023 19:30 UTC+12                                |        |        |                                                                                |
| Švédsko                                                       | 5 : 0  | Itálie | Wellington Regional Stadium, Wellington diváci: 29 143 rozhodčí: Cheryl Foster |
| Ilestedt 39, 50' Rolfö 44' Blackstenius 45+1' Blomqvist 90+5' | Report |        | Wellington Regional Stadium, Wellington diváci: 29 143 rozhodčí: Cheryl Foster |

| 2. srpna 2023 19:00 UTC+12 |        |                                    |                                                                      |
| Argentina                  | 0 : 2  | Švédsko                            | Waikato Stadium, Hamilton diváci: 17 907 rozhodčí: Salima Mukansanga |
|                            | Report | Blomqvist 66' Rubensson 90' (pen.) | Waikato Stadium, Hamilton diváci: 17 907 rozhodčí: Salima Mukansanga |

| 2. srpna 2023 19:00 UTC+12               |        |                        |                                                                                 |
| Jihoafrická republika                    | 3 : 2  | Itálie                 | Wellington Regional Stadium, Wellington diváci: 14 967 rozhodčí: María Carvajal |
| Orsi 32' (vl.) Magaia 67' Kgatlana 90+2' | Report | Caruso 11' (pen.), 74' | Wellington Regional Stadium, Wellington diváci: 14 967 rozhodčí: María Carvajal |

### Skupina H
| Tým         | Z | V | R | P | VG | IG | +/− | B |
| ----------- | - | - | - | - | -- | -- | --- | - |
| Kolumbie    | 3 | 2 | 0 | 1 | 4  | 2  | +2  | 6 |
| Maroko      | 3 | 2 | 0 | 1 | 2  | 6  | −4  | 6 |
| Německo     | 3 | 1 | 1 | 1 | 8  | 3  | +5  | 4 |
| Jižní Korea | 3 | 0 | 1 | 2 | 1  | 4  | −3  | 1 |

| 24. července 2023 18:30 UTC+10                                             |        |        |                                                                              |
| Německo                                                                    | 6 : 0  | Maroko | Melbourne Rectangular Stadium, Melbourne diváci: 27 256 rozhodčí: Tori Penso |
| Popp 11, 39' Bühl 46' Aït El Haj 54' (vl.) Redouani 79' (vl.) Schüller 90' | Report |        | Melbourne Rectangular Stadium, Melbourne diváci: 27 256 rozhodčí: Tori Penso |

| 25. července 2023 12:00 UTC+10 |        |             |                                                                        |
| Kolumbie                       | 2 : 0  | Jižní Korea | Sydney Football Stadium, Sydney diváci: 24 323 rozhodčí: Rebecca Welch |
| Usme 30' (pen.) Caicedo 39'    | Report |             | Sydney Football Stadium, Sydney diváci: 24 323 rozhodčí: Rebecca Welch |

| 30. července 2023 14:00 UTC+9:30 |        |           |                                                                          |
| Jižní Korea                      | 0 : 1  | Maroko    | Hindmarsh Stadium, Adelaide diváci: 12 886 rozhodčí: Edina Alves Batista |
|                                  | Report | Jraïdi 6' | Hindmarsh Stadium, Adelaide diváci: 12 886 rozhodčí: Edina Alves Batista |

| 30. července 2023 19:30 UTC+10 |        |                           |                                                                         |
| Německo                        | 1 : 2  | Kolumbie                  | Sydney Football Stadium, Sydney diváci: 40 499 rozhodčí: Melissa Borjas |
| Popp 89' (pen.)                | Report | Caicedo 52' Vanegas 90+7' | Sydney Football Stadium, Sydney diváci: 40 499 rozhodčí: Melissa Borjas |

| 3. srpna 2023 20:00 UTC+10 |        |          |                                                                  |
| Jižní Korea                | 1 : 1  | Německo  | Lang Park, Brisbane diváci: 38 945 rozhodčí: Anna-Marie Keighley |
| So-hyun 6'                 | Report | Popp 42' | Lang Park, Brisbane diváci: 38 945 rozhodčí: Anna-Marie Keighley |

| 3. srpna 2023 18:00 UTC+8 |        |          |                                                                                      |
| Maroko                    | 1 : 0  | Kolumbie | Perth Rectangular Stadium, Perth diváci: 17 342 rozhodčí: Maria Sole Ferrieri Caputi |
| Lahmari 45+4'             | Report |          | Perth Rectangular Stadium, Perth diváci: 17 342 rozhodčí: Maria Sole Ferrieri Caputi |

## Vyřazovací fáze

### Pavouk
|  | Osmifinále                    | Osmifinále                     |                                |       | Čtvrtfinále   | Čtvrtfinále   |                      |                      | Semifinále | Semifinále |  |  | Finále | Finále |
|  |                               |                                |                                |       |               |               |                      |                      |            |            |  |  |        |        |
|  | 5. srpna – Auckland           |                                |                                |       |               |               |                      |                      |            |            |  |  |        |        |
|  |                               |                                |                                |       |               |               |                      |                      |            |            |  |  |        |        |
|  | Švýcarsko                     | 1                              |                                |       |               |               |                      |                      |            |            |  |  |        |        |
|  | Švýcarsko                     | 1                              | 11. srpna – Wellington         |       |               |               |                      |                      |            |            |  |  |        |        |
|  | Španělsko                     | 5                              |                                |       |               |               |                      |                      |            |            |  |  |        |        |
|  | Španělsko                     | 5                              | Španělsko (prodl.)             | 2     |               |               |                      |                      |            |            |  |  |        |        |
|  | 6. srpna – Sydney (Football)  |                                | Španělsko (prodl.)             | 2     |               |               |                      |                      |            |            |  |  |        |        |
|  |                               | Nizozemsko                     | 1                              |       |               |               |                      |                      |            |            |  |  |        |        |
|  | Nizozemsko                    | Nizozemsko                     | 1                              | 2     |               |               |                      |                      |            |            |  |  |        |        |
|  | Nizozemsko                    |                                | 15. srpna – Auckland           | 2     |               |               |                      |                      |            |            |  |  |        |        |
|  | Jihoafrická republika         | 0                              |                                |       |               |               |                      |                      |            |            |  |  |        |        |
|  | Jihoafrická republika         | 0                              | Španělsko                      | 2     |               |               |                      |                      |            |            |  |  |        |        |
|  | 5. srpna – Wellington         |                                | Španělsko                      | 2     |               |               |                      |                      |            |            |  |  |        |        |
|  |                               | Švédsko                        | 1                              |       |               |               |                      |                      |            |            |  |  |        |        |
|  | Japonsko                      | Švédsko                        | 1                              | 3     |               |               |                      |                      |            |            |  |  |        |        |
|  | Japonsko                      | 11. srpna – Auckland           |                                | 3     |               |               |                      |                      |            |            |  |  |        |        |
|  | Norsko                        | 1                              |                                |       |               |               |                      |                      |            |            |  |  |        |        |
|  | Norsko                        | 1                              | Japonsko                       | 1     |               |               |                      |                      |            |            |  |  |        |        |
|  | 6. srpna – Melbourne          |                                | Japonsko                       | 1     |               |               |                      |                      |            |            |  |  |        |        |
|  |                               | Švédsko                        | 2                              |       |               |               |                      |                      |            |            |  |  |        |        |
|  | Švédsko (p.)                  | Švédsko                        | 2                              | 0 (5) |               |               |                      |                      |            |            |  |  |        |        |
|  | Švédsko (p.)                  |                                | 20. srpna – Sydney (Austrálie) | 0 (5) |               |               |                      |                      |            |            |  |  |        |        |
|  | USA                           | 0 (4)                          |                                |       |               |               |                      |                      |            |            |  |  |        |        |
|  | USA                           | 0 (4)                          | Španělsko                      |       |               |               |                      |                      |            |            |  |  |        |        |
|  | 7. srpna – Sydney (Australia) |                                |                                |       |               |               |                      |                      |            |            |  |  |        |        |
|  |                               | Anglie                         |                                |       |               |               |                      |                      |            |            |  |  |        |        |
|  | Austrálie                     | 2                              |                                |       |               |               |                      |                      |            |            |  |  |        |        |
|  | Austrálie                     | 2                              | 12. srpna – Brisbane           |       |               |               |                      |                      |            |            |  |  |        |        |
|  | Dánsko                        | 0                              |                                |       |               |               |                      |                      |            |            |  |  |        |        |
|  | Dánsko                        | 0                              | Austrálie (p.)                 | 0 (7) |               |               |                      |                      |            |            |  |  |        |        |
|  | 8. srpna – Adelaide           |                                | Austrálie (p.)                 | 0 (7) |               |               |                      |                      |            |            |  |  |        |        |
|  |                               | Francie                        | 0 (6)                          |       |               |               |                      |                      |            |            |  |  |        |        |
|  | Francie                       | Francie                        | 0 (6)                          | 4     |               |               |                      |                      |            |            |  |  |        |        |
|  | Francie                       |                                | 16. srpna – Sydney (Austrálie) | 4     |               |               |                      |                      |            |            |  |  |        |        |
|  | Maroko                        | 0                              |                                |       |               |               |                      |                      |            |            |  |  |        |        |
|  | Maroko                        | 0                              | Austrálie                      | 1     |               |               |                      |                      |            |            |  |  |        |        |
|  | 7. srpna – Brisbane           |                                | Austrálie                      | 1     |               |               |                      |                      |            |            |  |  |        |        |
|  |                               | Anglie                         | 3                              |       | O třetí místo | O třetí místo |                      |                      |            |            |  |  |        |        |
|  | Anglie (p.)                   | Anglie                         | 3                              | 0 (4) | O třetí místo | O třetí místo |                      |                      |            |            |  |  |        |        |
|  | Anglie (p.)                   | 12. srpna – Sydney (Australia) | 12. srpna – Sydney (Australia) | 0 (4) |               |               | 19. srpna – Brisbane | 19. srpna – Brisbane |            |            |  |  |        |        |
|  | Nigérie                       | 12. srpna – Sydney (Australia) | 12. srpna – Sydney (Australia) | 0 (2) |               |               | 19. srpna – Brisbane | 19. srpna – Brisbane |            |            |  |  |        |        |
|  | Nigérie                       | Anglie                         | 2                              | 0 (2) | Švédsko       | 2             |                      |                      |            |            |  |  |        |        |
|  | 8. srpna – Melbourne          | Anglie                         | 2                              |       | Švédsko       | 2             |                      |                      |            |            |  |  |        |        |
|  |                               | Kolumbie                       | 1                              |       | Austrálie     | 0             |                      |                      |            |            |  |  |        |        |
|  | Kolumbie                      | Kolumbie                       | 1                              | 1     | Austrálie     | 0             |                      |                      |            |            |  |  |        |        |
|  | Kolumbie                      |                                |                                | 1     |               |               |                      |                      |            |            |  |  |        |        |
|  | Jamajka                       | 0                              |                                |       |               |               |                      |                      |            |            |  |  |        |        |
|  | Jamajka                       | 0                              |                                |       |               |               |                      |                      |            |            |  |  |        |        |

### Osmifinále
| 5. srpna 2023 17:00 UTC+12 |        |                                                   |                                                            |
| Švýcarsko                  | 1 : 5  | Španělsko                                         | Eden Park, Auckland diváci: 43 217 rozhodčí: Cheryl Foster |
| Codina 11' (vl.)           | Report | Bonmatí 5, 36' Redondo 17' Codina 45' Hermoso 70' | Eden Park, Auckland diváci: 43 217 rozhodčí: Cheryl Foster |

| 5. srpna 2023 20:00 UTC+12               |        |            |                                                                                      |
| Japonsko                                 | 3 : 1  | Norsko     | Wellington Regional Stadium, Wellington diváci: 33 042 rozhodčí: Edina Alves Batista |
| Engen 15' (vl.) Shimizu 50' Miyazawa 81' | Report | Reiten 20' | Wellington Regional Stadium, Wellington diváci: 33 042 rozhodčí: Edina Alves Batista |

| 6. srpna 2023 12:00 UTC+10 |        |                       |                                                                            |
| Nizozemsko                 | 2 : 0  | Jihoafrická republika | Sydney Football Stadium, Sydney diváci: 40 233 rozhodčí: Yoshimi Yamashita |
| Roord 9' Beerensteyn 68'   | Report |                       | Sydney Football Stadium, Sydney diváci: 40 233 rozhodčí: Yoshimi Yamashita |

| 6. srpna 2023 19:00 UTC+10 |             |     |                                                                                      |
| Švédsko                    | 0 : 0 (pp.) | USA | Melbourne Rectangular Stadium, Melbourne diváci: 27 706 rozhodčí: Stéphanie Frappart |
|                            | Report      |     | Melbourne Rectangular Stadium, Melbourne diváci: 27 706 rozhodčí: Stéphanie Frappart |

|                                                          |       | Penaltový rozstřel                               |  |
| Rolfö Rubensson Björn Blomqvist Bennison Eriksson Hurtig | 5 : 4 | Sullivan Horan Mewis Rapinoe Smith Naeher O'Hara |  |

| 7. srpna 2023 17:30 UTC+10 |             |         |                                                             |
| Anglie                     | 0 : 0 (pp.) | Nigérie | Lang Park, Brisbane diváci: 49 461 rozhodčí: Melissa Borjas |
|                            | Report      |         | Lang Park, Brisbane diváci: 49 461 rozhodčí: Melissa Borjas |

|                                      |       | Penaltový rozstřel                |  |
| Stanway England Daly Greenwood Kelly | 4 : 2 | Oparanozie Alozie Ajibade Ucheibe |  |

| 7. srpna 2023 20:30 UTC+10 |        |        |                                                                             |
| Austrálie                  | 2 : 0  | Dánsko | Olympijský stadion Australia, Sydney diváci: 75 784 rozhodčí: Rebecca Welch |
| Foord 29' Raso 70'         | Report |        | Olympijský stadion Australia, Sydney diváci: 75 784 rozhodčí: Rebecca Welch |

| 8. srpna 2023 18:00 UTC+10 |        |         |                                                                                 |
| Kolumbie                   | 1 : 0  | Jamajka | Melbourne Rectangular Stadium, Melbourne diváci: 27 706 rozhodčí: Kate Jacewicz |
| Usme 51'                   | Report |         | Melbourne Rectangular Stadium, Melbourne diváci: 27 706 rozhodčí: Kate Jacewicz |

| 8. srpna 2023 20:30 UTC+9:30         |        |        |                                                                 |
| Francie                              | 4 : 0  | Maroko | Hindmarsh Stadium, Adelaide diváci: 13 557 rozhodčí: Tori Penso |
| Diani 15' Dali 20' Le Sommer 23, 70' | Report |        | Hindmarsh Stadium, Adelaide diváci: 13 557 rozhodčí: Tori Penso |

### Čtvrtfinále
| 11. srpna 2023 13:00 UTC+12           |                |                     |                                                                                     |
| Španělsko                             | 2 : 1 (prodl.) | Nizozemsko          | Wellington Regional Stadium, Wellington diváci: 32 021 rozhodčí: Stéphanie Frappart |
| Caldentey 81' (pen.) Paralluello 111' | Report         | van der Gragt 90+1' | Wellington Regional Stadium, Wellington diváci: 32 021 rozhodčí: Stéphanie Frappart |

| 11. srpna 2023 19:30 UTC+12 |        |                                   |                                                             |
| Japonsko                    | 1 : 2  | Švédsko                           | Eden Park, Auckland diváci: 43 217 rozhodčí: Esther Staubli |
| Hayashi 87'                 | Report | Ilestedt 32' Angeldahl 51' (pen.) | Eden Park, Auckland diváci: 43 217 rozhodčí: Esther Staubli |

| 12. srpna 2023 17:00 UTC+10 |        |         |                                                             |
| Austrálie                   | 0 : 0  | Francie | Lang Park, Brisbane diváci: 49 461 rozhodčí: María Carvajal |
|                             | Report |         | Lang Park, Brisbane diváci: 49 461 rozhodčí: María Carvajal |

|                                                                  |       | Penaltový rozstřel                                                       |  |
| Foord Catley Kerr Fowler Arnold Gorry Yallop Carpenter Hunt Vine | 7 : 6 | Bacha Diani Renard Le Sommer Périsset Geyoro Karchaoui Lakrar Dali Bècho |  |

| 12. srpna 2023 20:30 UTC+10 |        |            |                                                                                  |
| Anglie                      | 2 : 1  | Kolumbie   | Olympijský stadion Australia, Sydney diváci: 75 784 rozhodčí: Ekaterina Koroleva |
| Hemp 45+7' Russo 63'        | Report | Santos 44' | Olympijský stadion Australia, Sydney diváci: 75 784 rozhodčí: Ekaterina Koroleva |

### Semifinále
| 15. srpna 2023 20:00 UTC+12 |        |               |                                                                  |
| Španělsko                   | 2 : 1  | Švédsko       | Eden Park, Auckland diváci: 43 217 rozhodčí: Edina Alves Batista |
| Paralluelo 81' Carmona 89'  | Report | Blomqvist 88' | Eden Park, Auckland diváci: 43 217 rozhodčí: Edina Alves Batista |

| 16. srpna 2023 20:00 UTC+10 |        |                              |                                                                          |
| Austrálie                   | 1 : 3  | Anglie                       | Olympijský stadion Australia, Sydney diváci: 75 784 rozhodčí: Tori Penso |
| Kerr 63'                    | Report | Toone 36' Hemp 71' Russo 86' | Olympijský stadion Australia, Sydney diváci: 75 784 rozhodčí: Tori Penso |

### O 3. místo
| 19. srpna 2023 18:00 UTC+10  |        |           |                                                            |
| Švédsko                      | 2 : 0  | Austrálie | Lang Park, Brisbane diváci: 49 461 rozhodčí: Cheryl Foster |
| Rolfö 30' (pen.) Asllani 62' | Report |           | Lang Park, Brisbane diváci: 49 461 rozhodčí: Cheryl Foster |

### Finále
| 20. srpna 2023 20:00 UTC+10 |        |        |                                                                          |
| Španělsko                   | 1 : 0  | Anglie | Olympijský stadion Australia, Sydney diváci: 75 784 rozhodčí: Tori Penso |
| Carmona 29'                 | Report |        | Olympijský stadion Australia, Sydney diváci: 75 784 rozhodčí: Tori Penso |